# Jerzy Adamczewski
Jerzy Adamczewski, również jako Jerzy Sergiusz Adamczewski (ur. 8 października 1921 w Warszawie, zm. 28 stycznia 2006 tamże) – polski śpiewak operowy i operetkowy oraz pedagog.

## Życiorys
W 1939 roku ukończył I Państwowe Gimnazjum i Liceum im. Stefana Batorego w Warszawie. Laureat II nagrody na Międzynarodowym Konkurs Muzycznym w Genewie (1947). Śpiewał na Scenie Muzyczno-Operowej w Warszawie (1945–1946), w Operze Katowickiej w Bytomiu (1946–1947), Teatrze Wielkim w Poznaniu (1947–1952), Operze w Warszawie (1951–1953), Teatrze Nowym - Scenie Komedii Muzycznej Warszawie (1952–1953) i Operetce Warszawskiej (1954–1975). W latach 1960–1975 wykładowca Państwowej Wyższej Szkoły Muzycznej w Warszawie. W 1983 pojawił się w obsadzie aktorskiej filmu Katastrofa w Giblartarze.

## Wybrane partie operowe
- Baron Mirko Zeta (Wesoła wdówka, Lehar)
- Czang (Kraina uśmiechu, Lehar)
- Escamilo (Carmen, Bizet)
- Figaro (Cyrulik sewilski, Rossini)
- Janusz (Halka, Moniuszko)
- Oniegin (Eugeniusz Oniegin, Czajkowski)